# Golf in Suriname
Golf is in Suriname een kleine sport die in 1954 door de directeur van de Surinaamsche Bauxiet Maatschappij werd geïntroduceerd. Er zijn enkele golfverenigingen in Suriname.

## Geschiedenis
De behoefte aan een golfvereniging in Suriname ontstond nadat ir. H. Meyer naar Suriname kwam om de directie over te nemen van de Surinaamsche Bauxiet Maatschappij. Bij aankomst had hij golfclubs in zijn koffer en in Paramaribo polste hij een aantal mensen of ze interesse hadden een golfvereniging op te richten. Dit gebeurde op 4 november 1954 waarbij als naam golfclub Paramaribo werd gekozen. Meyer werd zelf de voorzitter. Verder namen nog zes anderen zitting in het verenigingsbestuur.
Er werd een terrein geschikt bevonden dat zich onderweg van Paramaribo naar Zanderij bevond. Het geheel moest nog vanaf de grond af opgebouwd worden. De leden en enkele grote maatschappijen zorgden voor de 30.000 Surinaamse gulden die nodig was om een terrein geschikt te maken, een klus waaraan ook het departement van Landbouw meehielp. Het terrein was negen hectare groot wat naar internationale standaarden klein was. In 1955 was het klaar om op te golfen.
In 1961 groeide de vereniging uit naar ongeveer honderd leden. Dit aantal heeft het daarna ongeveer vastgehouden. Op 31 november 1958 werd voor het eerst een wedstrijd gespeeld tegen de golfclub Moengo en 1961 vonden voor het eerst landelijke kampioenschappen plaats. Ook waren er nog andere competities, zoals het Medail Playtournooi en de Lichtveld Cup. De eerste internationale wedstrijd werd op 5 en 6 november 1961 gespeeld tussen Jack Fernandes (Suriname) en Frits Zinhagel (Curaçao).
In 1966 was er een bijzonder internationaal treffen toen koning Leopold III van België op bezoek kwam. Hij vormde een paar met Leo Tjin A Djie en ze wonnen op 2 december 1966 een partij tegen Jules de Vries en S.G. Newcomb. Ook hierna werden nog meerdere internationale toernooien gespeeld, zoals in oktober 1973 toen voor het eerst gewonnen werd tegen Guyana. Ook de dames speelden tegen Guyana en wonnen eveneens. In de loop van de jaren heeft het golf in Suriname geen grote vlucht genomen.